# Darcy Regier
Darcy John Regier (* 27. November 1957 in Swift Current, Saskatchewan) ist ein ehemaliger kanadischer Eishockeyspieler, -trainer und -funktionär. Zwischen 1997 und 2013 war er General Manager der Buffalo Sabres aus der National Hockey League. Als Spieler absolvierte er 26 Spiele in der NHL für die Cleveland Barons und New York Islanders auf der Position des Verteidigers.

## Karriere

### Als Spieler
Regier begann seine Karriere 1974 bei den Lethbridge Broncos in der Western Hockey League. Nach zwei Spielzeiten mit den Broncos wurde er 1976 von den California Seals ausgewählt (gedraftet) und gab sein NHL-Debüt in der Saison 1977/78 bei den Cleveland Barons, die 1976 nach Kalifornien umgezogen waren. Er absolvierte 15 Spiele für die Barons, bevor er in die Minor Leagues zu den Fort Worth Texans geschickt wurde. Im Januar 1978 wurde er zusammen mit Wayne Merrick im Tausch gegen Jean-Paul Parisé und Jean Potvin zu den New York Islanders transferiert. Bis zur Spielzeit 1982/83 wurde er ausschließlich in den Minor Leagues eingesetzt, bevor er dann in insgesamt elf Spielen für die Islanders in der NHL das Eis betrat. 1984 trat er dann von seiner aktiven Spielerlaufbahn zurück und wechselte in die Verwaltung der Islanders.

### Als Manager und Trainer
Regier hatte verschiedene Verwaltungs- und Trainerfunktionen in der Islanders-Organisation inne, bevor er 1991/92 Assistenz-Trainer der Hartford Whalers wurde. Später fungierte er als Assistent des GM Don Maloney und auch als Interimsmanager, nachdem Maloney während der Saison 1995/96 entlassen wurde.
Regier wurde im Sommer 1997 als GM der Buffalo Sabres verpflichtet. In seiner zweiten Saison als GM schafften es seine Sabres bis ins Finale um den Stanley Cup, in dem sie gegen die Dallas Stars in sechs Spielen verloren. In den Jahren in Buffalo war er verantwortlich für den Draft und die Entwicklung von Spielern wie Maxim Afinogenow, Henrik Tallinder, Aleš Kotalík, Ryan Miller, Paul Gaustad, Derek Roy, Jason Pominville und Thomas Vanek. Er wickelte auch einige wichtige Verpflichtungen ab, so zum Beispiel die Transfers von Chris Drury, Tim Connolly, Daniel Brière und J.P. Dumont, wobei er immer auf einen ausgeglichenen Haushalt achtete.
Am 13. November 2013 wurde Regier nach dem schlechtesten Saisonstart in der Mannschaftsgeschichte der Sabres und anhaltenden Misserfolgen von seinem Posten entlassen. Ihm folgte Tim Murray.

## Erfolge und Auszeichnungen
- 1974 SJHL-Meisterschaft mit den Prince Albert Raiders
- 1974 SJHL First All-Star Team
- 1980 CHL Iron Man Award
- 1983 CHL First All-Star Team